# 1353
1353 (MCCCLIII) var ett normalår som började en tisdag i den julianska kalendern.

## Händelser

### Okänt datum
- Lan Xang, föregångaren till dagens Laos grundas.

## Födda
- Våren – Margareta, drottning av Sverige 1363–1364 och av Norge 1363–1380 (gift med Håkan Magnusson), samt regerande drottning av Danmark och Norge 1387–1412 och av Sverige 1389–1412.

## Avlidna
- 2 februari – Anna av Pfalz, drottning av Böhmen.
- 27 april – Simeon av Moskva, storfurste av Moskva.